# Aurdal
Aurdal este o localitate din comuna Nord-Aurdal, provincia Oppland, Norvegia, cu o suprafață de 0,76 km² și o populație de 666 locuitori (2013).